# Comunitat Muntanyenca Alta Vall de Susa
La Comunitat Muntanyenca Alta Vall de Susa era un grup de municipis de muntanya que aplegava 14 municipis de la baixa vall de Susa. L'alta vall de Susa era al costat de la Comunitat Muntanyenca Baixa Vall de Susa i Vall Cenischia. La seu es trobava a Oulx.
Comprenia els municipis de Bardonecchia, Cesana Torinese, Chiomonte, Claviere, Exilles, Giaglione, Gravere, Meana di Susa, Moncenisio, Oulx, Salbertrand, Sauze d'Oulx, Sauze di Cesana i Sestriere.
La seva funció principal era afavorir el desenvolupament del turisme a la seva part de la vall i la salvaguarda del patrimoni cultural i mediambiental.
Des del 2009 és part de la Comunitat Muntanyenca Vall de Susa i Val Sangona. Es va dissoldre el 2012.